# ベルタ・クルップ

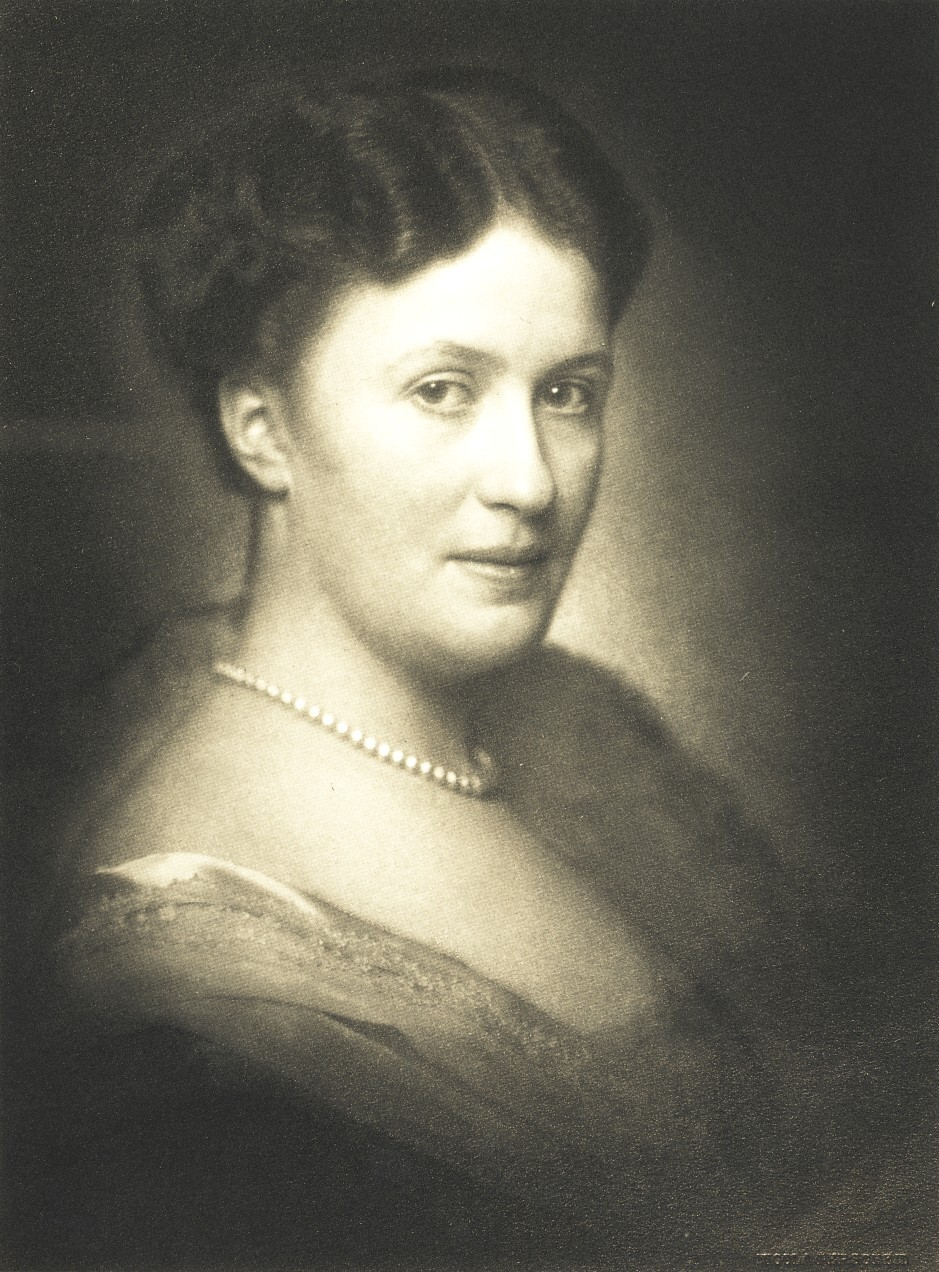
ベルタ・クルップ、ニコラ・パーシャイト撮影

ベルタ・クルップ（Bertha Krupp, 1886年3月29日 エッセン - 1957年9月21日 エッセン）は、ドイツの鉄鋼財閥クルップ家の女子相続人。結婚後はベルタ・クルップ・フォン・ボーレン・ウント・ハルバッハ（Bertha Krupp von Bohlen und Halbach）と名乗った。

## 来歴
クルップ財閥の3代目当主フリードリヒ・アルフレート・クルップと、その妻でヘッセン＝ナッサウ州知事アウグスト・フォン・エンデ男爵（August von Ende）の娘マルガレーテの間の長女として生まれた。1902年に父が死ぬとその相続人となり、フリードリヒ・クルップ社の全ての株の所有者となった。このときベルタはまだ16歳で未成年だったため、会社の経営は母マルガレーテが代行した。
1906年、ドイツ皇帝ヴィルヘルム2世の紹介でプロイセンの外交官グスタフ・フォン・ボーレン・ウント・ハルバッハと結婚し、夫をクルップ財閥の第4代当主とした。プロイセン王の勅許状により、夫妻はクルップ社の経営に携わってゆく場合に限り、妻方「クルップ」の家名を含む「クルップ・フォン・ボーレン・ウント・ハルバッハ（Krupp von Bohlen und Halbach）」という姓を名乗ることを許された。
ベルタはクルップ社の単独株主の地位に留まり続け、1943年には総統アドルフ・ヒトラーに頼んで「クルップ法（Lex Krupp）」を制定してもらい、クルップ傘下の諸企業の経営権と株券を長男のアルフリート・クルップに単独相続させることを認可された。
1942年にはブレスラウ（現在のポーランド領ヴロツワフ）の市街地広場がベルタの名前に因んだ広場名に改称された。またデュースブルクのラインハウゼン地区にあるクルップ従業員のための病院も同様にベルタの名を冠した。またエッセンのベディングラーデ地区のザンクト・フランツィスクス教会に15年間にわたり援助を続け、1956年には自費で教会建設を始めさせている。

## 子女

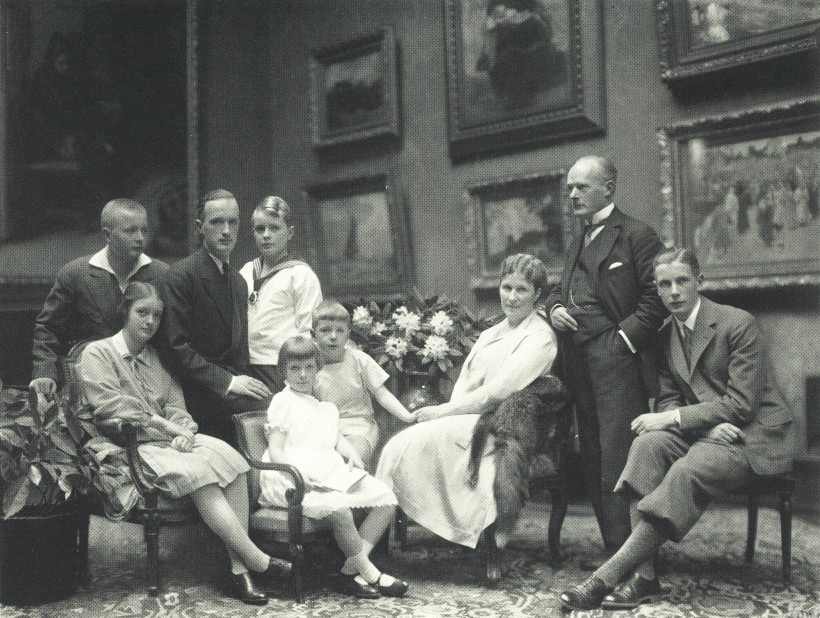
クルップ夫妻と子供たち、1928年

夫グスタフとの間には6男2女の8人の子女をもうけた。両親と同じ姓を許されたのは長男アルフリートだけで、他の弟妹は父方の姓を名乗った。息子の多くが第二次世界大戦中にドイツ国防軍の士官として出征し、うち2人が命を落とした。
- アルフリート（1907年 - 1967年、最後のクルップ社社主）
- アルノルト（1908年 - 1909年、夭折）
- クラウス（1910年 - 1940年、空軍中尉、アイフェル高原での飛行実験中に事故死）
- イルムガルト（1912年 - 1998年、ライツ・フォン・フレンツ男爵夫人）
- ベルトルト（1919年 - 1987年、東部戦線参謀本部付士官）
- ハーラルト（1916年 - 1983年、陸軍中尉、ソ連強制収容所生還者）
- ヴァルトラウト（1920年 - 2005年、クルップ家の伝記を執筆したDiana Maria Frizの母親）
- エックベルト（1922年 - 1945年、陸軍少尉、イタリア・パルマ近郊でパルチザンに襲撃され戦死）